# Цвизель
Цвизель (нем. Zwiesel) — город и городская община в Германии, в Республике Бавария.
Община расположена в правительственном округе Нижняя Бавария в районе Реген. Население составляет 9732 человека (на 31 декабря 2010 года). Занимает площадь 41,14 км². Официальный код — 09 2 76 148.
Городская община подразделяется на 8 городских районов.

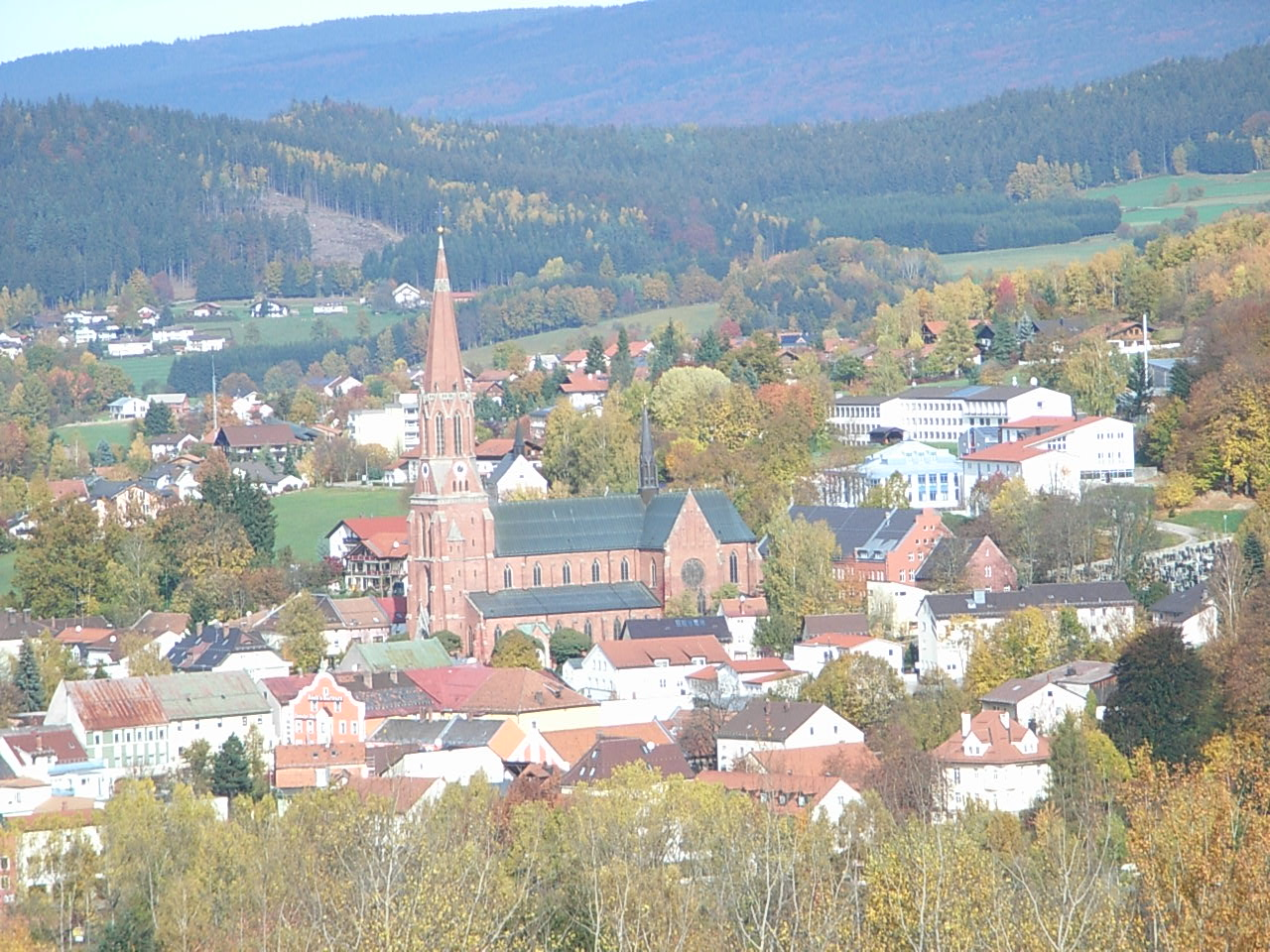
Цвизель

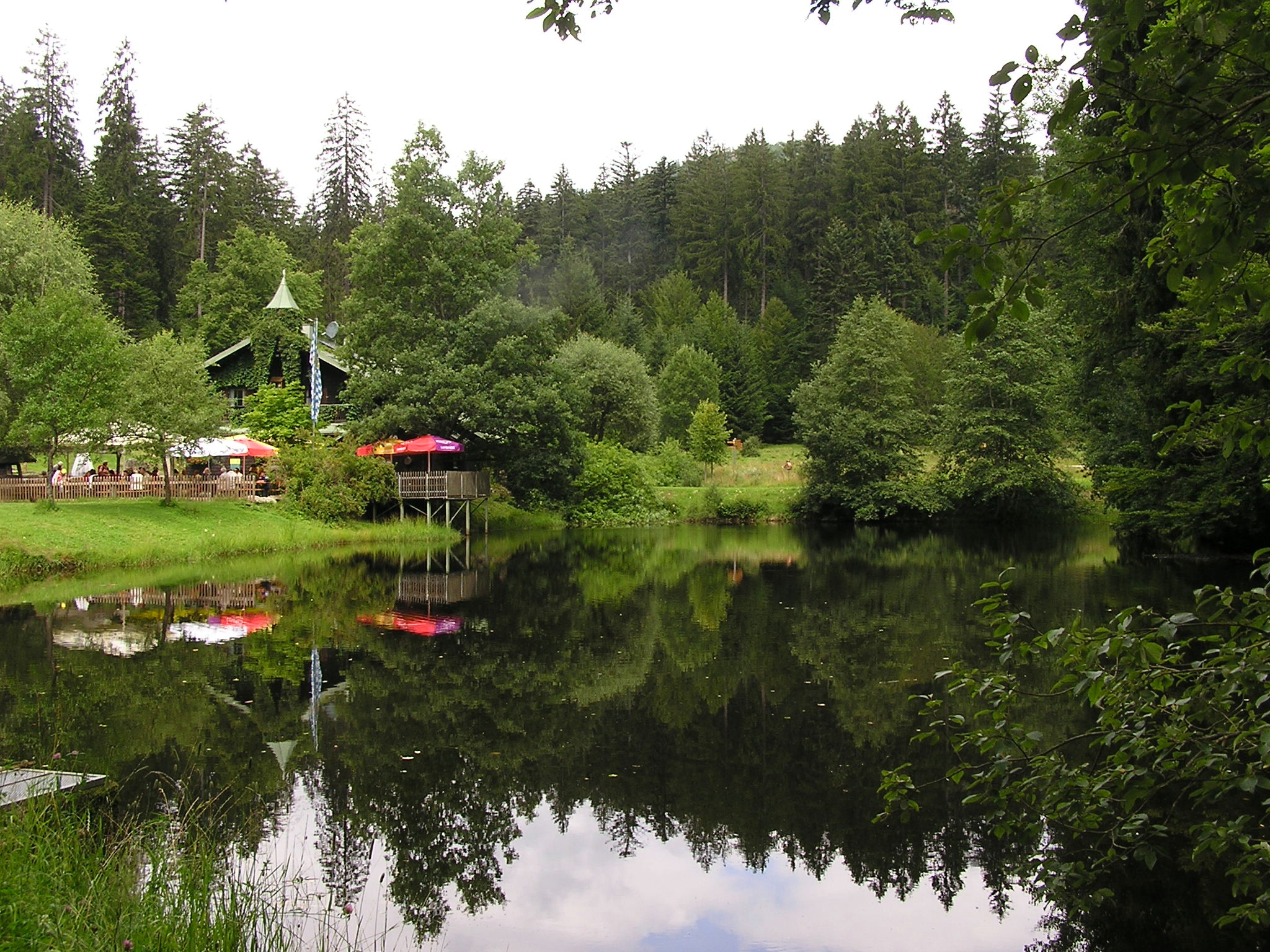
Цвизель

## Население
По оценке на 31 декабря 2015 года население общины Цвизель составляет 9407 чел. 

| Дата      | 1840 | 1871 | 1900 | 1925 | 1939 | 1950  | 1961 | 1970  | 1987  | 2011 |
| --------- | ---- | ---- | ---- | ---- | ---- | ----- | ---- | ----- | ----- | ---- |
| Население | 2545 | 3487 | 5059 | 6053 | 7388 | 10274 | 9811 | 10179 | 10128 | 9404 |

| Год       | 1960 | 1970  | 1980  | 1990  | 2000  | 2009 | 2010 | 2011 | 2012 | 2013 | 2014 | 2015 |
| --------- | ---- | ----- | ----- | ----- | ----- | ---- | ---- | ---- | ---- | ---- | ---- | ---- |
| Население | 9898 | 10205 | 10283 | 10452 | 10444 | 9829 | 9732 | 9319 | 9264 | 9257 | 9309 | 9407 |